# Queen of the Night
Queen of the Night è il quinto ed ultimo singolo ad essere estratto dalla colonna sonora del film Guardia del corpo, ed è eseguito dalla cantante statunitense Whitney Houston. La canzone è stata scritta da Whitney Houston insieme a L.A. Reid, Babyface e Daryl Simmons.

## Tracce
1. "Queen of the Night"
2. "Queen of the Night" (CJ's Master mix)
3. "Queen of the Night" (CJ's Instrumental mix)
4. "Queen of the Night" (Mackapella mix)
5. "Queen of the Night" (Dub of the Night)

## Classifiche
| Classifiche (1993)                 | Posizione raggiunta |
| ---------------------------------- | ------------------- |
| U.S. Billboard Hot 100 Airplay     | 36                  |
| U.S. Billboard Hot Dance Club Play | 1                   |
| U.S. ARC Weekly Top 40             | 10                  |
| UK Singles Chart                   | 14                  |